# الودابي
الودابي (بالإنجليزية: Wodaabe) هم مجموعة فرعية من الفولاني، ينتمون إلى الشعوب الرعوية الرحل في منطقة الساحل الأفريقي. ينتشرون بشكل رئيسي في النيجر، إلى جانب مجتمعات في نيجيريا، تشاد، الكاميرون، وجمهورية أفريقيا الوسطى. يُعرف الودابي بثقافتهم الغنية والمميزة، وخصوصًا تقاليدهم في اللباس والجمال والمهرجانات، ويُعتبرون من بين آخر الجماعات الفولانية التي تمارس نمط الحياة الرحلي التقليدي.

## الأصل والانتماء
ينتمي الودابي إثنيًا إلى الفولاني، وهم إحدى أكبر المجموعات العرقية الإسلامية في غرب أفريقيا. ولكنهم يحتفظون بهوية ثقافية خاصة داخل الفولاني، حيث يعتبرون أنفسهم حافظين للتقاليد القديمة والنقاء الثقافي الفولاني. في لغتهم، تعني كلمة ودابي تقريبًا أولئك الذين يلتزمون بالطقوس.

## نمط الحياة
يعتمد الودابي على الرعي المتنقل، ويربون الأبقار بشكل أساسي، إلى جانب الأغنام والماعز. يتنقلون بمجموعات صغيرة وفقًا للمواسم بحثًا عن المراعي والمياه، وهو ما يجعلهم أكثر عرضة للتغيرات المناخية وظروف الجفاف.
تُعد الأبقار رمزًا للثروة والمكانة الاجتماعية في مجتمع الودابي، بل وأحيانًا تُمنح أسماء، وتُستخدم في المهر والطقوس، ولكنهم نادرًا ما يذبحونها لأغراض الطعام.

## البنية الاجتماعية
ينقسم مجتمع الودابي إلى عشائر، وتتبع الأنظمة الاجتماعية لديهم تقاليد صارمة. الزواج يُرتب غالبًا ضمن العشيرة، ولكن توجد أعراف تسمح بزواج الاختطاف الطقسي خلال احتفالات معينة، وهو ما يُعتبر مقبولًا ثقافيًا. يتمتع الرجال بحرية نسبية في اختيار شريكة جديدة، ولكن ضمن أطر اجتماعية معقدة.

## الجمال والهوية
يُولي الودابي أهمية كبيرة للجمال، وخصوصًا لدى الرجال، الذين يعتنون بمظهرهم بعناية فائقة، ويستخدمون الزينة والملابس المطرزة والمجوهرات. يُعتبر الجمال والقدرة على الرقص والابتسام بطريقة جذابة مؤشرات على الرجولة والقدرة على جذب النساء.

## مهرجان غيروول (Gerewol)
يُعد مهرجان غيروول أبرز المناسبات الاجتماعية لدى الودابي، ويُقام سنويًا بعد موسم الأمطار. خلاله، يتجمع الرجال العزاب من مختلف المناطق ليتنافسوا في عروض رقص جَمالية يُظهرون فيها طول القامة، جمال العيون والأسنان، والقدرة على الثبات والابتسام أثناء الرقص.
يرتدي الرجال ملابس تقليدية مزخرفة، ويضعون مكياجًا مميزًا بألوان صفراء وحمراء وسوداء وبيضاء. تشارك النساء كمشاهدات، وتقوم لجنة من النساء باختيار أكثر الرجال جاذبية. قد ينتهي الاحتفال بعلاقات جديدة أو زيجات مستقبلية.

## اللغة
يتحدث الودابي لهجة من لغة الفولفولديه، وهي لغة من مجموعة اللغات النيجر كونغوية. وتُستخدم العربية أو الفرنسية في بعض التعاملات الرسمية أو الدينية، خصوصًا في النيجر وتشاد.

## الدين والمعتقدات
يعتنق الودابي الإسلام، الذي دخل إلى مناطقهم منذ قرون، لكنهم يحتفظون بتقاليد ومعتقدات سابقة للإسلام، تشمل الإيمان بالأرواح الطبيعية (مثل الأرواح الحامية) وممارسة طقوس سحرية للشفاء والحماية. ويختلط الدين الإسلامي بالممارسات التقليدية في الطقوس اليومية، كحماية الماشية من العين أو الدعاء قبل الترحال.

## في الثقافة الغربية
جذبت ثقافة الودابي انتباه المستشرقين والأنثروبولوجيين الغربيين، نظرًا لطابعها الفريد. وقد صُوّروا في عدد من الوثائقيات الشهيرة، مثل فيلم Wodaabe: Herdsmen of the Sun (رعاة شمس الصحراء) للمخرج الفرنسي جان روش، كما ظهرت صورهم في معارض فنية وكتب عن الجمال والتقاليد الإفريقية.

## التحديات الحديثة
يواجه الودابي اليوم تحديات عديدة، من أبرزها:
- التغير المناخي الذي يُضعف مصادر الرعي
- ضغوط التحديث والتحضر
- الصراعات بين المزارعين والرعاة في مناطق مثل نيجيريا وتشاد
- تقلص الأراضي التقليدية بفعل الحدود الوطنية والمشاريع التنموية

ورغم هذه التحديات، يواصل الودابي الحفاظ على نمطهم الثقافي الفريد، وإن كانت بعض جوانبه قد بدأت تتغير تدريجيًا نتيجة الاحتكاك مع العالم الخارجي.